# 油津駅
油津駅（あぶらつえき）は、宮崎県日南市岩崎にある、九州旅客鉄道（JR九州）日南線の駅である。
宮崎・志布志方面からの一部列車は当駅で折返すが、日中を中心に双方向の列車に接続している。

## 歴史
- 1937年（昭和12年）4月19日：鉄道省志布志線（現・日南線）大堂津駅 - 当駅間延伸時に終着駅として開設[1]。それに先立つ4月5日に油津線初代油津駅が元油津駅に改称。
- 1941年（昭和16年）10月28日：志布志線当駅 - 北郷駅間延伸、途中駅となる。同時に貨物支線当駅 - 元油津駅間開通。
- 1960年（昭和35年）7月25日：貨物支線当駅 - 元油津駅間廃止。
- 1963年（昭和38年）5月8日：志布志線志布志駅 - 北郷駅間が日南線へ編入、同線の駅となる[3]。
- 1982年（昭和57年）11月15日：貨物取扱廃止[3]。
- 1985年（昭和60年）3月14日：荷物扱い廃止[3]。
- 1987年（昭和62年）4月1日：国鉄分割民営化に伴い、九州旅客鉄道（JR九州）の駅となる[3]。
- 2004年（平成16年）4月1日：簡易委託駅化[1][2]。
- 2018年（平成30年）2月4日：駅舎外観を赤く塗替え、愛称が「カープ油津駅」となる[4][5]。
- 2022年（令和4年）
  - 2月8日：内装もカープ仕様となり、リニューアル式典開催[6]。
  - 4月1日：宮崎支社発足、鹿児島支社から同支社へ移管[7]。

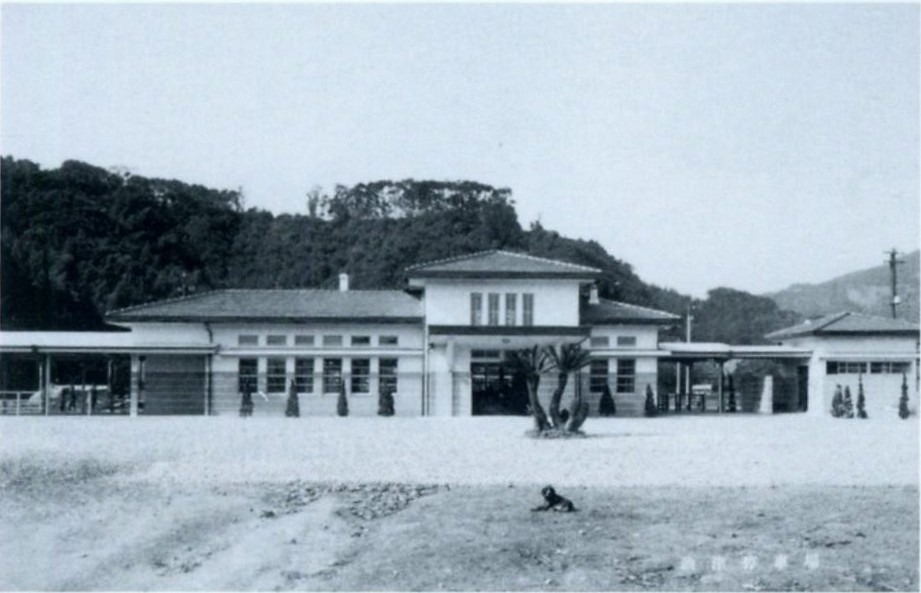
開業当時の油津駅（開通記念絵葉書）
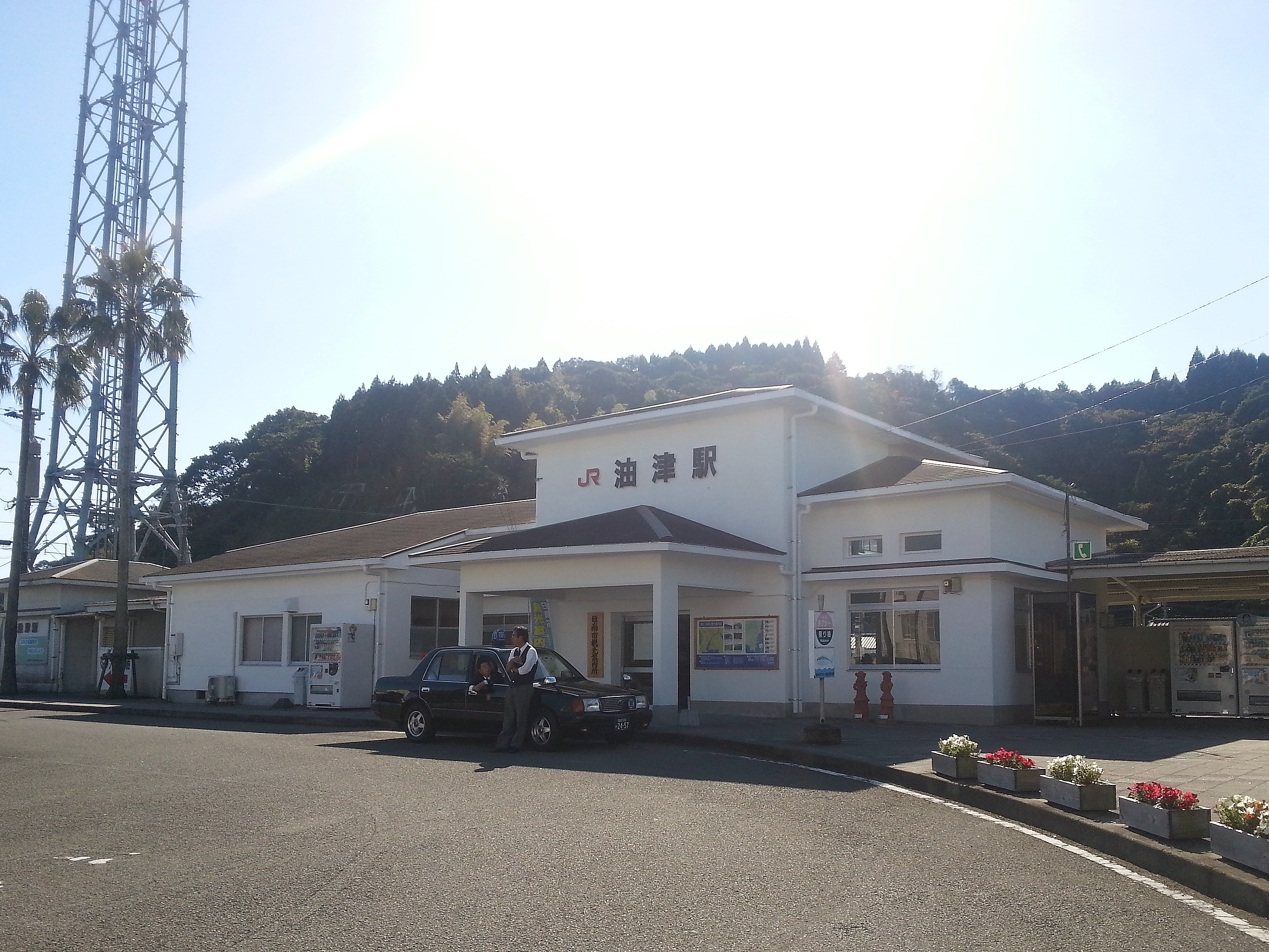
リニューアル前（2013年12月）

## 駅構造
島式ホーム1面2線を有する列車交換可能な地上駅。駅舎とホームは構内踏切で連絡している。構内は広く、以前は側線があったので、ホームと駅舎間は少し離れている。1937年（昭和12年）の開業当時からの駅舎が使用されている。
元は白を基調とした駅舎であったが、日南市が長きに渡り広島東洋カープのキャンプ地であることから地元のカープファンの提案により、2018年2月より駅舎を赤く塗替え、「カープ油津駅」の愛称が付けられることとなった。更に、日南飫肥杉デザイン会が駅舎内部もカープ仕様にすることを企画し、クラウドファンディング等の資金で内装も改められ、2022年2月8日にリニューアル式典が実施された。
簡易委託駅であり、きっぷうりばが設置されている。以前は駅員が配置されていたが、2004年（平成16年）4月1日限りで無人駅化された。しかしそれに危機感を抱いた日南市は、市の外郭団体である日南市観光協会を市役所内から駅舎内に移転、観光案内所を開設。同時に出札業務を受託し、簡易委託駅となった。

### のりば
| のりば | 路線    | 方向 | 行先             |
| ------ | ------- | ---- | ---------------- |
| 1･2    | ■日南線 | 上り | 南宮崎・宮崎方面 |
| 1･2    | ■日南線 | 下り | 南郷・志布志方面 |

## 利用状況
2015年（平成27年）度の1日平均乗車人員は148人である。
近年の1日平均乗車人員の推移は以下の通り。
| 年度   | 1日平均 乗車人員 |
| ------ | ---------------- |
| 1996年 | 276              |
| 1997年 | 262              |
| 1998年 | 242              |
| 1999年 | 233              |
| 2000年 | 241              |
| 2001年 | 218              |
| 2002年 | 212              |
| 2003年 | 207              |
| 2004年 | 170              |
| 2005年 | 169              |
| 2006年 | 160              |
| 2007年 | 182              |
| 2008年 | 175              |
| 2009年 | 170              |
| 2010年 | 160              |
| 2011年 | 157              |
| 2012年 | 158              |
| 2013年 | 153              |
| 2014年 | 147              |
| 2015年 | 148              |

## 駅周辺
駅周辺には油津市街地が広がっており、各種銀行等も揃っている。
- 日南市観光協会
- サピア日南ショッピングセンター
- 宮崎山形屋 ギフトショップ 日南 - 山形屋ホールディングスのグループ企業が運営するギフトショップ[9]。
- 日南市立油津小学校
- 日南市立桜ヶ丘小学校
- 日南市立油津中学校
- 日南郵便局
- 県立日南病院
- 日南市天福球場（広島東洋カープキャンプ地）
- 宮崎交通油津駅前バスセンター
- 国道222号
- 宮崎県道442号油津停車場線
- 油津港
- 堀川運河

※以前はJR九州バスが都城駅まで運行していた。

### バス路線
路線バスは宮崎交通の油津駅前バスセンターに発着する。
- 1番のりば
- 2番のりば
  - 宮崎空港・宮崎駅行
  - 伊比井方面 ANAホリデイ・イン リゾート宮崎（旧・青島パームビーチホテル）行
  - 中益安・北郷方面 さくらアリーナ行
  - 内野田・北郷方面 さくらアリーナ行
  - 風田方面 松永行・風田行
  - 飫肥行
  - 南郷・夫婦浦方面 幸島入口行

## 隣の駅
九州旅客鉄道（JR九州）
■日南線
- 特急「海幸山幸」停車駅

■快速「日南マリーン号」・■普通
日南駅 - 油津駅 - 大堂津駅

### かつて存在した路線
日本国有鉄道
日南線（貨物支線・廃線）
油津駅 - （貨）元油津駅